# Ten Thousand Fists (singolo)
Ten Thousand Fists è un singolo del gruppo musicale statunitense Disturbed, pubblicato il 28 dicembre 2006 come quinto estratto dal terzo album in studio Ten Thousand Fists.

## Temi
Secondo il cantante David Draiman, la canzone "significa forza, unità, convinzione, potenza, e l'allegrezza che senti quando vieni a vedere uno dei nostri show. È uno dei miei momenti preferiti e la gente sa che io ho un'affinità nel chiedere alle persone di alzare i loro pugni in aria, ed è solo, è allegrezza essere in grado di vedere dieci mila pugni alzati o più.".

## Posizioni in classifica
| Anno | Classifica                    | Posizione |
| ---- | ----------------------------- | --------- |
| 2007 | US Hot Mainstream Rock Tracks | 7         |
| 2007 | US Alternative Songs          | 37        |

## Formazione
- David Draiman - voce
- Dan Donegan - chitarra, elettronica
- John Moyer - basso
- Mike Wengren - batteria

## Curiosità
- Ten Thousand Fists è stata inserita nella tracklist del videogioco Madden NFL 06.